# 엄혜원
엄혜원(1991년 9월 8일~)은 대한민국의 배드민턴 선수로, 김천시청 소속으로 활동하고 있다.